# Anne Shelton
Anne Shelton (10 de noviembre de 1923 – 31 de julio de 1994) fue una popular cantante británica, recordada por sus canciones fuentes de inspiración para los soldados, tanto retransmitidas por emisoras radiofónicas como cantadas en persona en bases militares durante la Segunda Guerra Mundial. Shelton fue además la cantante original que en el Reino Unido interpretó la canción "Lili Marleen".

## Inicios
Su verdadero nombre era Patricia Jacqueline Sibley, y nació en Dulwich, Londres. Empezó a cantar a los trece años de edad, y a los quince ya tenía un contrato para grabar en solitario.

## Carrera de cantante
En 1942, Shelton empezó a actuar en bases militares de Inglaterra y, cuando su fama fue en ascenso, le ofrecieron su propio programa radiofónico, Calling Malta, que se emitió a lo largo de cinco años. En 1944 fue invitada a cantar con la Orquesta de Glenn Miller y, aunque algunas de sus actuaciones fueron grabadas, ninguna sobrevivió completa. Miller invitó a Shelton a seguir con su banda y viajar a Versalles, Francia, a fin de interpretar una serie de conciertos, pero ella declinó la oferta a causa de compromisos previos en el Reino Unido, lo cual fue una suerte, ya que el avión de Miller se estrelló poco después de hacer los espectáculos.
Sin embargo, Shelton pronto actuó con otro estadounidense: Bing Crosby. Crosby y Shelton actuaron juntos en el show radiofónico "Variety Bandbox", y posteriormente cantaron a dúo las canciones "Easter Parade" y "I'll Get By". En 1948 grabó "If You Ever Fall in Love Again", escrita por el compositor irlandés Dick Farrelly, conocido por su canción "Isle of Innisfree", también grabada por Shelton. En 1949 Shelton empezó a dirigir su carrera a los Estados Unidos, interpretando un par de éxitos, "Be Mine" y "Galway Bay," a partir de los cuales dos años más tarde hizo su concierto inaugural en América.
Shelton consiguió un N.º. 1 en 1956 en el Reino Unido con "Lay Down Your Arms", con ingeniería de audio de Joe Meek. También consiguió un Top 10 en 1961 con su versión de "Sailor".  Ese mismo año participó en el concurso de la BBC Television "Eurovision: Your Country Needs You", la selección para participar en el Festival de la Canción de Eurovisión. Su tema, "I Will Light a Candle", consiguió el cuarto lugar. Shelton hizo otro intento en Eurovision en 1963 con "My Continental Love", siendo de nuevo cuarta.
Además de cantar y actuar en varias películas, entre ellas Miss London Ltd. (1943), Shelton también actuó en varias Royal Variety Performance. En una ocasión en su carrera fue acompañada por su hermana, Jo Shelton, también una popular cantante. Además, Shelton tuvo una interesante actuación en 1973 en un episodio de The Benny Hill Show, donde cantó "Put Your Hand In The Hand", una canción del grupo Ocean que había sido un éxito en 1971 en los Estados Unidos, y a la que la cantante le cambió un verso para describir la positiva influencia de su padre en su familia.
Shelton nunca fue capaz de conseguir un gran éxito, pero conservó su popularidad cantando en conciertos y actuando en shows hasta el momento de su muerte el 31 de julio de 1994. Tras su muerte se publicaron numerosos discos recopilatorios, incluyendo títulos como Early Years: Lili Marlene y At Last: The Very Best.

## Vida personal
Shelton se casó con David Reid, un capitán de corbeta de la Royal Navy, en 1958. Ella falleció en Herstmonceux, Inglaterra, en 1994 a causa de un infarto agudo de miocardio, y fue enterrada en el Cementerio Brenchley Gardens en el sureste de Londres.

## Honores
En 1990 fue nombrada oficial de la Orden del Imperio Británico (OBE) por su trabajo con la organización caritativa 'Not Forgotten Association', dedicada a los soldados discapacitados en cualquier guerra.